# Le Syndrome du scaphandrier
Le Syndrome du scaphandrier est un roman de science-fiction de Serge Brussolo, paru en 1992.

## Résumé
David Sarella est un rêveur singulier. Il fait partie des artistes qui, dans leur sommeil, rapportent des « trésors », qui se matérialisent au réveil sous forme d'ectoplasmes. Ceux-ci se vendent comme des sculptures et ont des effets bénéfiques sur la santé de leur possesseur.
Sarella exprime ses rêves sous forme de plongée dans les profondeurs. Mais cela fait plusieurs semaines qu'il ne ramène plus d'objets intéressants de ses rêves. Et ces derniers lui semblent de jour en jour plus attirants que la réalité.